# 小行星6665
小行星6665（英語：6665 Kagawa）是一颗围绕太阳公转的小行星。1993年2月14日，浦田武在清水町发现了此天体。
这颗小行星的绝对星等为335.310106135491等。